# Ласло Будаї
Ласло Будаї (угор. Budai László), уроджений Ласло Беднарік (угор. Bednarik László, 19 липня 1928, Будапешт — 2 липня 1983, Будапешт) — угорський футболіст, що грав на позиціях півзахисника і флангового півзахисника, зокрема, за клуб «Гонвед», а також національну збірну Угорщини. По завершенні ігрової кар'єри — тренер.
У складі збірної — олімпійський чемпіон Гельсінкі. 

## Клубна кар'єра
Народився 19 липня 1928 року в місті Будапешт. Вихованець юнацьких команд футбольних клубів БРСК та «Гюттлер Олай».
У дорослому футболі дебютував 1948 року виступами за команду «Ференцварош», в якій провів три сезони. 
1951 року перейшов до клубу «Гонвед», за який відіграв 10 сезонів. Більшість часу, проведеного у складі «Гонведа», був основним гравцем команди. Завершив професійну кар'єру футболіста виступами за команду «Гонвед» у 1961 році.

## Виступи за збірну
1949 року дебютував в офіційних матчах у складі національної збірної Угорщини. Протягом кар'єри у національній команді провів у її формі 39 матчів, забивши 10 голів.
У складі збірної був учасником  футбольного турніру на Олімпійських іграх 1952 року у Гельсінкі, здобувши того року титул олімпійського чемпіона. 
У складі збірної був учасником чемпіонату світу 1954 року у Швейцарії, де зіграв з Південною Кореєю (9-0) і в півфіналі з Уругваєм (4-2). Здобув звання віце-чемпіона світу.
На чемпіонаті світу 1958 року у Швеції також зіграв у двох поєдинках — проти Мексики (4-0) і Уельсу (1-2).

## Кар'єра тренера
Розпочав тренерську кар'єру невдовзі по завершенні кар'єри гравця, 1962 року, очоливши тренерський штаб клубу ЕТІ.
Останнім місцем тренерської роботи був клуб «Коссут», головним тренером команди якого Ласло Будаї був з 1967 по 1980 рік.
Помер 2 липня 1983 року на 55-му році життя.

## Титули й досягнення
- Олімпійський чемпіон: 1952
- Чемпіон Угорщини: 1948/49, 1952, 1954, 1955
- Віце-чемпіон світу: 1954